# Italia (navire de croisière)
Le MS Italia (Princess Italia, Ocean Princess et Sapphire) est un navire de croisière ayant appartenu à la société Louis Cruise Lines (en) (devenue en 2014 Celestyal Cruises (en)).
Ce navire a été construit en 1967 en Italie, dans les chantiers navals Felszegi à Trieste. Il a aussi navigué pour Crociere d'Oltremare, Costa Croisières, Ocean Cruise Lines et Sunshine Cruise Line. Il a été démoli à Alang en 2012.

## Histoire

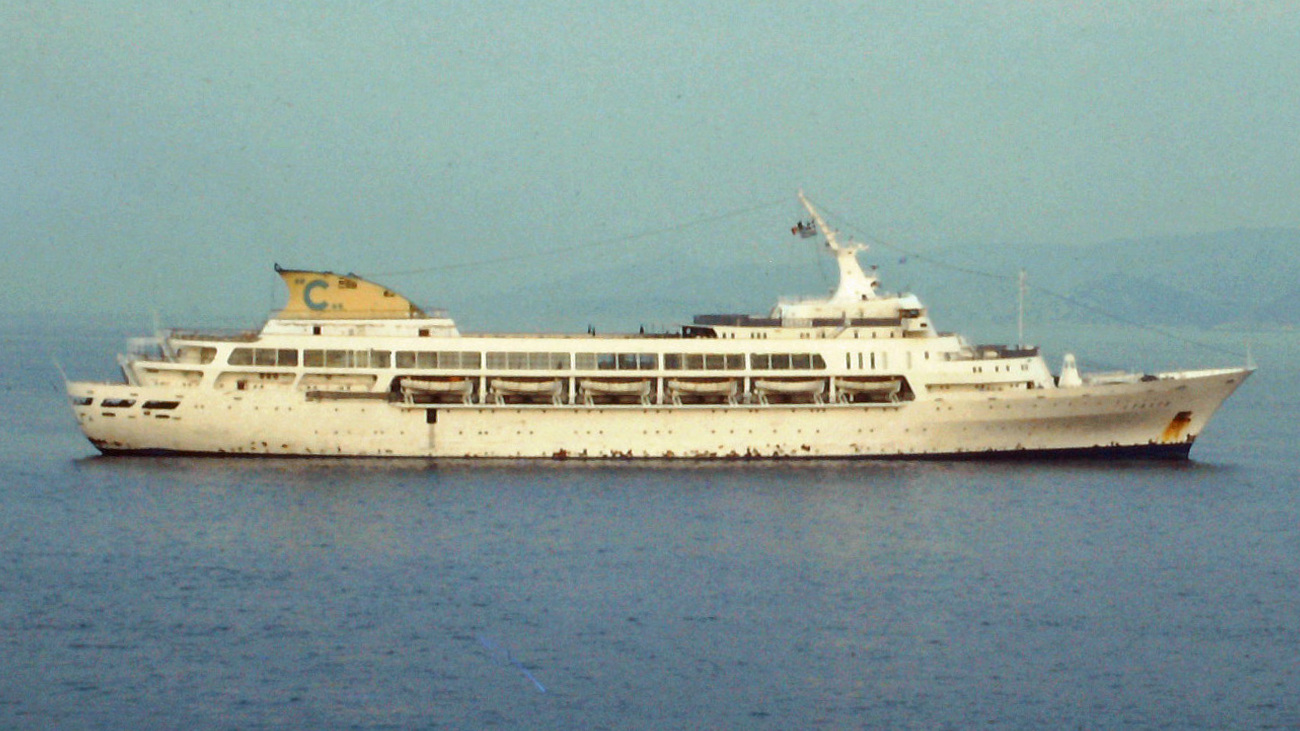
L’Italia en Grèce en 1980.

Le navire ne remplissait pas les conditions exigées par la version 2010 de la convention SOLAS (sauvegarde de la vie humaine en mer). Plutôt que de le mettre aux normes, étant donné son âge, Louis Cruise Lines (en) a préféré le retirer du service à l'automne 2010.